# كأس فيد 2009
كأس فيد 2009 (بالإنجليزية: 2009 Fed Cup)‏ هو الموسم 47 من  كأس فيد. أقيم خلال الفترة 30 يناير 2009 وحتى 8 نوفمبر 2009، وفاز فيه منتخب إيطاليا لكأس فيد.